# Bucolica
Bucolica (av grekiska bukolos, herde), även kallad  Eclogæ, är Vergilius första stora diktsamling och består av tio herdedikter. Den är en samling ekloger, författade åren 41-39 f.Kr. och utgör en latinsk motsvarighet till Theokritos idyller. Ett par av eklogerna faller genom ämnet utanför herdediktens sfär, till exempel den fjärde, det märkliga hyllningskvädet till Asinius Pollio med förutsägelsen om en nära förestående ny guldålder.

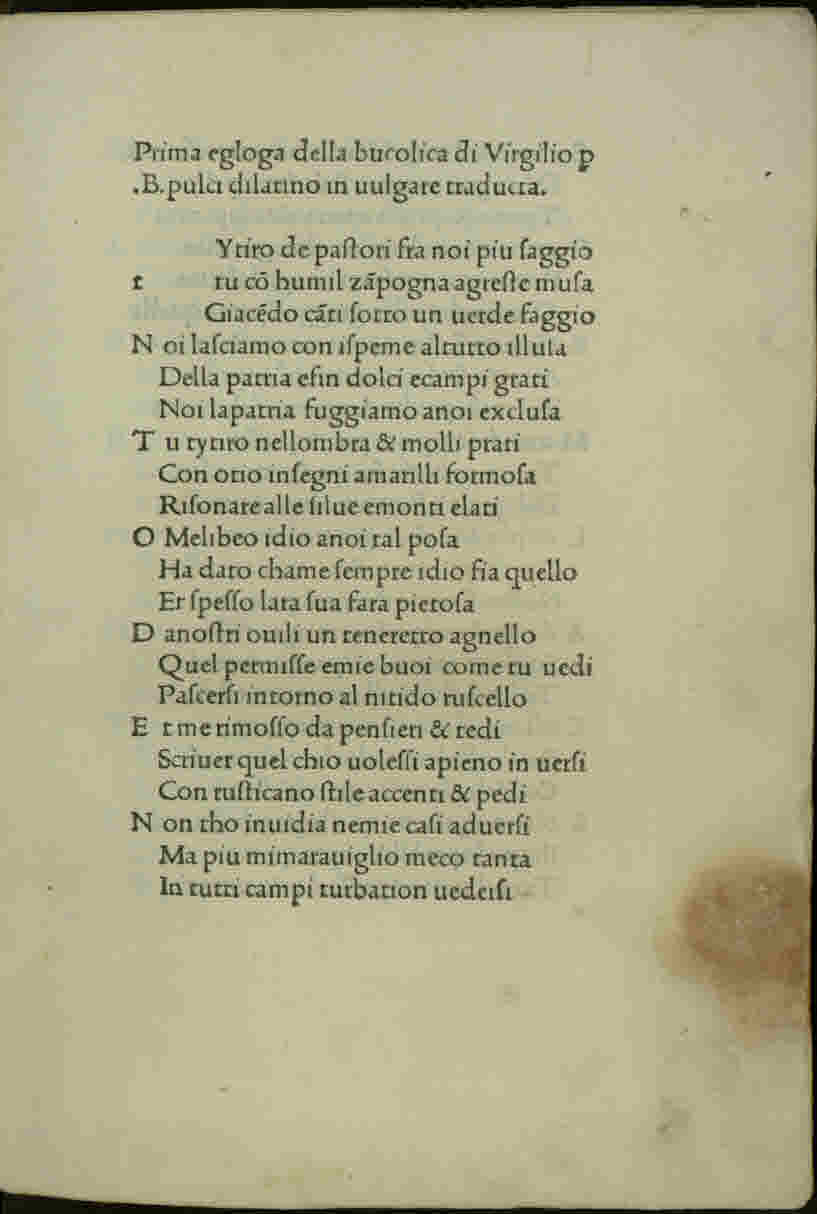
Bucolica (1481)